# Setaria nicorae
Setaria nicorae là một loài thực vật có hoa trong họ Hòa thảo. Loài này được Pensiero miêu tả khoa học đầu tiên năm 1997.